# Synagogue de Shefa Amr
La synagogue de Shefa Amr (en hébreu : בית הכנסת בשפרעם ; en arabe : شفا عمرو كنيس) est une synagogue située dans la ville de Shefa Amr, dans le district nord d'Israël.

## Historique
La synagogue de Shefa Amr est édifiée au XVIIe siècle sur les ruines d'une ancienne synagogue qui, d'après la tradition, avait été construite à un lieu où le Sanhédrin avait siégé. La synagogue tombe en ruines, mais au XVIIIe siècle le chef bédouin Dahir al-Umar donne aux Juifs la permission de restaurer l'édifice. Celui-ci est remis sur pied par le rabbin Chaïm Aboulafia (en) et ses étudiants.
En 1845, dans son livre Descriptive Geography and Brief Historical Sketch of Palestine, le rabbin Joseph Schwarz décrit Shefa Amr comme une ville abritant « une trentaine de familles juives qui disposent d'une vieille synagogue ». Une communauté juive est présente à Shefa Amr jusque dans les années 1970. Ensuite, la synagogue tombe en ruines et est restaurée bien plus tard. Bien que l'édifice soit abandonné, ses clés sont détenues par une Musulmane de la région. Les autres communautés religieuses traitent la synagogue avec bienveillance. 
En novembre 2006, la synagogue est de nouveau consacrée après avoir été rénovée par un groupe bénévole de nouveaux policiers. Pendant la cérémonie, le maire Oursan Yassine rappelle qu'il a été contraint de protéger physiquement la synagogue durant les émeutes d'octobre 2000 (en) en déclarant aux jeunes émeutiers qu'ils n'avaient pas le droit de déteriorer l'édifice,. Cependant, des dommages aux objets religieux de la synagogue ont été constatés le 9 octobre 2000.